# Fragno (Calestano)
Fragno è una frazione del comune di Calestano, in provincia di Parma.
La località dista 2,83 km dal capoluogo.

## Geografia fisica
La frazione sorge alla quota di 656 m s.l.m., alle pendici del monte Sporno, su un altopiano che si protende dal versante destro della valle del rio Moneglia, affluente destro del torrente Baganza.
A poche centinaia di metri verso monte, sorge alla quota di 701 m s.l.m. la località di Fragnolo.

## Storia
La zona di Fragno risultava abitata già durante l'età del bronzo; risalgono infatti all'incirca al 1500 a.C. alcune tracce di un castellaro riferibile ai Liguri, costituite da frammenti di ceramiche, manufatti in selce e altri oggetti.
In età medievale nel piccolo borgo fu costruita una cappella, menzionata per la prima volta nel 1230.
Nel 1249 il Comune di Parma donò al conte Alberto Fieschi il feudo di Calestano, comprendente anche i castelli di Marzolara, Alpicella e Vigolone e le terre annesse.
Nel 1426 Pier Maria I de' Rossi conquistò, per conto del duca di Milano Filippo Maria Visconti, i castelli fliscani della val Baganza; la guerra proseguì per anni e nel 1431 Niccolò Piccinino promise al conte Gian Luigi Fieschi la restituzione dei manieri di Marzolara, Calestano e Vigolone al termine del conflitto, con la clausola che nel frattempo rimanessero nelle mani di Niccolò de' Terzi, il Guerriero, ma ne fu successivamente investito Baldo Soardi, che nel 1438 fu scomunicato dal vescovo Delfino della Pergola per non aver consegnato alla Diocesi di Parma le decime raccolte dagli abitanti di Fragno. Nel 1439 Filippo Maria Visconti assegnò i feudi al cancelliere di Niccolò Piccinino Albertino de' Cividali e successivamente ai conti di Canino e a Giovanni da Oriate; soltanto nel 1443, al termine della guerra, il Duca restituì i castelli di Calestano, Marzolara e Vigolone al conte Giannantonio Fieschi in segno di riconoscenza per la sua devozione.
Tuttavia, nel 1465 il duca di Milano Francesco Sforza assegnò il feudo di Calestano al condottiero Giorgio da Gallese; nel 1474 gli subentrò Giorgio del Carretto, ma l'anno seguente il duca Galeazzo Maria Sforza ne investì il consigliere ducale Pietro Landriani; alla morte di quest'ultimo nel 1498, il maniero fu ereditato dal figlio Jacopo, ma, a causa delle proteste da parte degli abitanti, l'anno seguente il duca Ludovico il Moro gli revocò l'investitura; il castello fu quindi restituito a Gian Luigi Fieschi.
Nel 1650 Carlo Leone e Claudio Fieschi alienarono i feudi di Calestano, Marzolara, Vigolone e Alpicella con tutte le pertinenze al conte Camillo Tarasconi; i suoi eredi ne mantennero i diritti fino alla loro abolizione decretata da Napoleone nel 1805.
L'anno seguente Fragno divenne frazione del nuovo comune (o mairie) di Calestano.
In seguito all'Unità d'Italia, la strada di collegamento tra Calestano e Langhirano, passante per Fragno e Fragnolo, fu resa carrozzabile, favorendo lo sviluppo del territorio.

## Monumenti e luoghi d'interesse

### Chiesa di San Pietro Apostolo

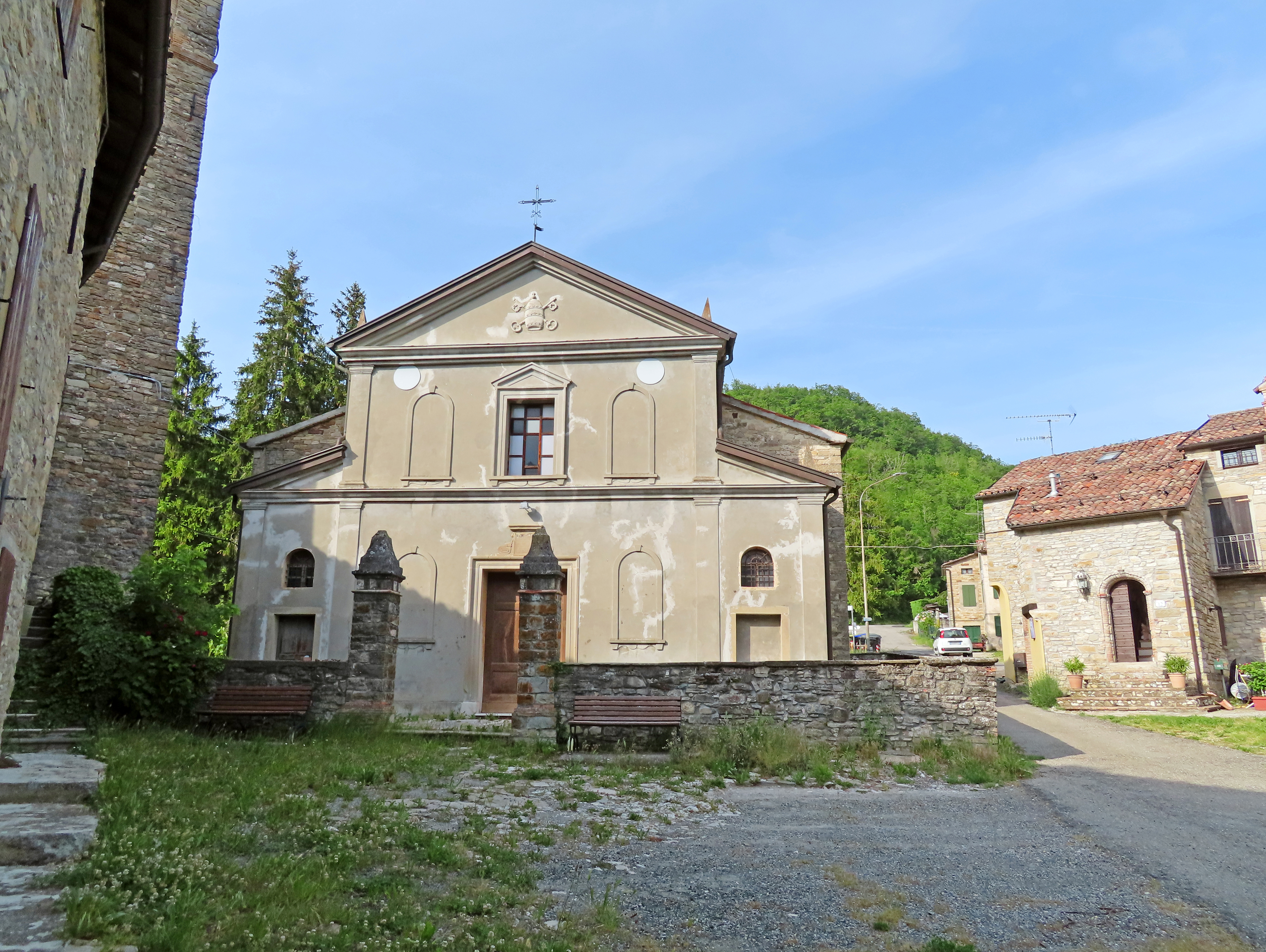
Chiesa di San Pietro Apostolo

Menzionata per la prima volta nel 1230, la chiesa romanica fu danneggiata da una frana intorno alla metà del XVII secolo e abbattuta; ricostruita nel 1660 circa in forme barocche in posizione più sicura, fu arricchita della nuova facciata neoclassica nel 1858 e decorata internamente nel 1954. Il luogo di culto, affiancato da quattro cappelle e ornato con lesene e affreschi, conserva vari arredi e dipinti seicenteschi.

## Cultura

### Cucina
Il tartufo nero di Fragno, riconosciuto come PAT, cresce soprattutto in terreni derivanti dal disfacimento di flysch, rocce sedimentarie diffuse tra la val Baganza e la val Parma, in particolare nella zona di Fragno e del monte Sporno; il tubero è utilizzato in vari piatti, soprattutto in primi, spesso accompagnato da Parmigiano-Reggiano, e in secondi di carne. Ogni anno, all'incirca tra la metà di ottobre e la metà di novembre, si svolge nel centro di Calestano la fiera nazionale del tartufo nero di Fragno.

## Infrastrutture e trasporti
Fragno e Fragnolo sono attraversate dalla strada provinciale 61, che collega Calestano in val Baganza a Langhirano in val Parma.